# Gare de Tama-Dōbutsukōen
La gare de Tama-Dōbutsukōen (多摩動物公園駅, Tama-Dōbutsukōen-eki) est une gare ferroviaire de la ville de Hino, dans la préfecture de Tokyo, au Japon. La gare est exploitée par les compagnies Keiō et Tokyo Tama Intercity Monorail.

## Situation ferroviaire
La gare de Tama-Dōbutsukōen est située au point kilométrique (PK) 12,3 du monorail Tama Toshi. Elle marque la fin de la ligne Keiō Dōbutsuen.

## Histoire
La gare a été inaugurée le 29 avril 1964. Le monorail Tama Toshi y arrive le 10 janvier 2000.

## Services aux voyageurs

### Accès et accueil
La gare dispose d'un bâtiment voyageurs, avec guichet, ouvert tous les jours.

### Desserte

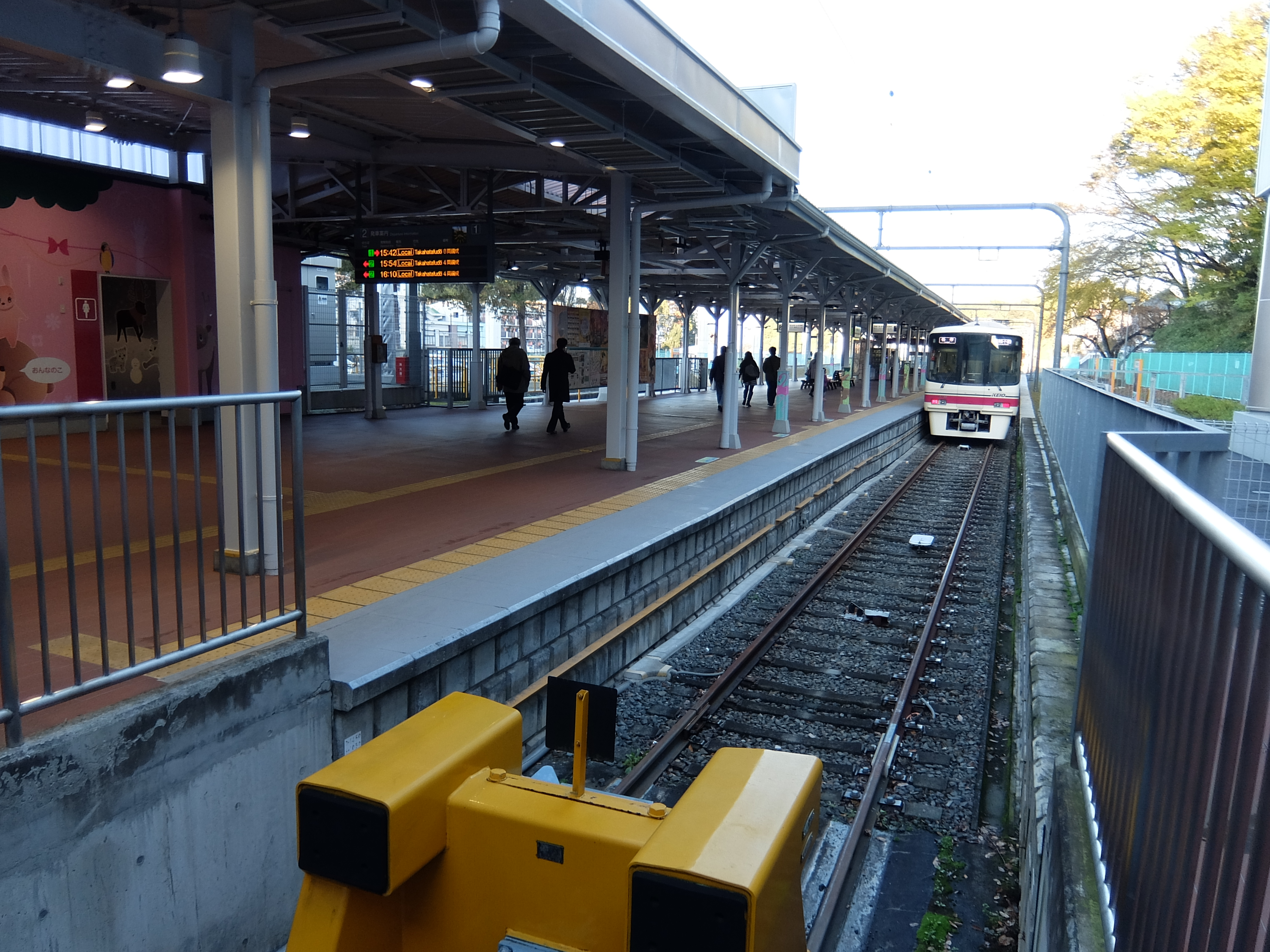
La gare Keiō.

#### Keiō
- Ligne Dōbutsuen :
  - voies 1 et 2 : direction Takahatafudō, Meidaimae et Shinjuku

#### Tokyo Tama Intercity Monorail
- Monorail Tama Toshi :
  - voie 1 : direction Kamikitadai
  - voie 2 : direction Tama-Center

## Dans les environs
- Parc zoologique de Tama (en)
- Keio Rail-Land